# Hostile Hip Hop
Hostile Hip Hop est une compilation publiée en 1996 par le label Hostile Records.
Ayant permis l'émergeance d'artistes comme Arsenik ou Lunatic, cet album marque un tournant majeur dans l'histoire du rap français.

## Titres
| No  | Titre                                 | Artiste original                   | Durée |
| --- | ------------------------------------- | ---------------------------------- | ----- |
| 1.  | L'enfer remonte à la surface          | Arsenik                            | 5:24  |
| 2.  | Pendez-les, bandez-les, descendez-les | Les X                              | 3:38  |
| 3.  | Trois fois plus efficace              | 2 Bal feat. Niro                   | 4:07  |
| 4.  | Panne sèche (Halloween remix)         | Polo                               | 4:30  |
| 5.  | Tout saigne                           | La Clinique feat. Les Sales Gosses | 4:13  |
| 6.  | Plus d'idéal                          | Sté Strausz                        | 4:26  |
| 7.  | Pas mieux demain                      | Teemour                            | 3:58  |
| 8.  | Le crime paie                         | Lunatic                            | 5:01  |
| 9.  | Cauchemar                             | Aktivist Group                     | 3:36  |
| 10. | Les spots bleus                       | Da Maad Fungusth                   | 4:10  |
| 11. | La chasse est ouverte                 | Les Rongeurs                       | 4:32  |
| 12. | 1 million de caillras                 | Boss Raw                           | 5:04  |